# Ernst Hoffmann (Großdechant)
Ernst Hoffmann (* 4. Januar 1840 in Ebersdorf, Landkreis Habelschwerdt, Provinz Schlesien; † 25. Juni 1889 in Prag) war ein deutscher, römisch-katholischer Geistlicher und ab 1883 Pfarrer von Neurode. Von 1878 bis 1881 war er Administrator und von 1883 bis 1889 Großdechant sowie Vikar der bis 1972 zum Erzbistum Prag gehörenden Grafschaft Glatz. 

## Leben
Ernst Hoffmann war der Sohn eines Schneiders. Mit finanzieller Unterstützung von Wohltätern besuchte er das Katholische Gymnasium in Glatz. Anschließend studierte er Katholische Theologie an der Universität Breslau. Am 4. Juli 1863 wurde er vom Breslauer Fürstbischof Heinrich Förster zum Priester geweiht. Danach wirkte er mehrere Jahre als Kaplan in Neurode.
Nach dem Tod des Großdechanten Franz Brand konnte wegen der Vorschriften des Kulturkampfs in Preußen ein Nachfolger durch den Prager Erzbischof Friedrich zu Schwarzenberg nicht bestimmt werden. Die Ernennung war von den preußischen Behörden nicht erwünscht. Zudem waren sie bestrebt, den Kontakt mit Prag einzuschränken und die Grafschaft Glatz dem preußischen Bistum Breslau einzugliedern. Deshalb ernannte Kardinal Schwarzenberg Ernst Hoffmann lediglich zum Administrator. Die Tätigkeitsbeschreibung „Stellvertreter, der die Pflichten eines Dekans erfüllt“ wurde von der preußischen Regierung stillschweigend hingenommen. Erst 1881 stimmte sie nach weiteren Bestrebungen des Erzbischofs Schwarzenberg der Ernennung des Rengersdorfer Pfarrers Franz Nitschke zum Großdechanten und Vikar zu, der jedoch schon zwei Jahre später verstarb.
Am 25. Oktober 1883 ernannte Kardinal Schwarzenberg den früheren Administrator Ernst Hoffmann zum Nachfolger des verstorbenen Großdechanten Franz Nitschke. Erst am 27. Dezember des gleichen Jahres wurde er als Pfarrer in Neurode eingeführt.
Wegen einer schweren Erkrankung suchte Ernst Hoffmann 1889 Heilung in Karlsbad. Da sich dort sein Zustand verschlimmerte, reiste er nach einigen Tagen wieder ab. Am 25. Juni 1889 starb er auf der Heimreise im Kloster der Barmherzigen Brüder in Prag. Die Beisetzung in der Gruft der Neuroder Pfarrkirche St. Nikolaus erfolgte am 1. Juli des Jahres.